# Мордова (приток Вьясса)
Мордова — река в России, протекает по Лунинскому району Пензенской области. Правый приток реки Вьяс.

## География
Река Мордова берёт начало в урочище Кирилловка. Течёт на юго-восток по открытой местности. Устье реки находится у села Лесной Вьяс в 6 км по правому берегу реки Вьяс. Длина реки составляет 24 км, площадь водосборного бассейна — 98,5 км².

## Данные водного реестра
По данным государственного водного реестра России относится к Верхневолжскому бассейновому округу, водохозяйственный участок реки — Сура от Сурского гидроузла и до устья реки Алатырь, речной подбассейн реки — Сура. Речной бассейн реки — (Верхняя) Волга до Куйбышевского водохранилища (без бассейна Оки).
Код объекта в государственном водном реестре — 08010500312110000036425.